# Mesonauta
Mesonauta és un gènere de peixos de la família dels cíclids i de l'ordre dels perciformes.

## Distribució geogràfica
És endèmic de Sud-amèrica.

## Observacions
Algunes de les seues espècies, particularment Mesonauta festivus, són populars arreu del món com a peixos d'aquari.

## Taxonomia
- Mesonauta acora (Castelnau, 1855)
- Mesonauta egregius (Kullander & Silfvergrip, 1991)
- Mesonauta festivus (Heckel, 1840)
- Mesonauta guyanae (Schindler, 1998)
- Mesonauta insignis (Heckel, 1840)
- Mesonauta mirificus (Kullander & Silfvergrip, 1991)[5][6][7]